# Reinaldo Saldanha da Gama
Reinaldo Ramos de Saldanha da Gama (Rio de Janeiro, 1º de março de 1905 — São Paulo, 10 de fevereiro de 1990) foi um engenheiro civil, geógrafo, professor e pesquisador da Universidade de São Paulo, militar da Força Pública de São Paulo, atual Polícia Militar de São Paulo, e do Exército Brasileiro.

## Biografia
Reinaldo Ramos Saldanha da Gama nasceu na cidade do Rio de Janeiro, em 1º de março de 1905, no bairro de Vila Isabel. Ele vinha de família de tradição militar que, segundo ele, remontava a Vasco da Gama, tendo também um tio que foi morto na Revolução Federalista em 1893 quando combatia os rebeldes.
Em 1921, seguindo a tradição militar de sua família, matriculou-se no curso preparatório para cadentes, na então capitão federal. Assentou praça no 2º Regimento de Infantaria da Vila Militar. No ano seguinte, ingressou na Escola Militar do Realengo já como cadete em março de 1922. Durante a Revolta tenentista ocorrida em julho daquele ano, aderiu ao levante ocorrido naquela escola. Porém, por sua participação na malograda revolta, foi preso e teve sua matrícula trancada naquela escola superior, mas após alguns meses foi solto e deixou o serviço ativo do Exército Brasileiro.
Em 1923, ingressou na Escola Politécnica do Rio de Janeiro, tendo obtido o bacharelado em Engenharia Civil em 1925. Em 1929, adquiriu especialidade em geografia e teve uma breve atuação como engenheiro civil para a Prefeitura de São Paulo.
Na Revolução de 1930, já como capitão comissionado da Força Pública de São Paulo, atuou na defesa daquele Estado. Contudo, após a vitória dos rebeldes e, posteriormente, da anistia concedida aos ex-cadetes rebeldes da Revolta Tenenista de 1922, ele foi revertido serviço ativo do Exército Brasileiro no posto de 1º Tenente de Engenharia, retomando o curso na Escola Provisória Militar.
Em 1931, retorna ao posto de capitão da Força Pública de São Paulo, tendo sido lotado na Chefia do Serviço de Engenharia. No mesmo ano, junto de outros oficiais daquele instituição, engaja-se no movimento pela luta da autonomia perdida pelo Estado de São Paulo decorrente do golpe de estado ocorrido na Revolução de 1930, cuja atuação do movimento se centrou inicialmente na oposição ao Comandante Geral da Força Pública, Miguel Costa, e do interventor de São Paulo João Alberto, indicado por Getúlio Vargas. Em 28 de abril daquele ano o levante é sufocado ainda no seu início, resultando na prisão de 200 oficiais da corporação, entre os presos ilustres, Júlio Marcondes Salgado, Antônio Pietscher, Christiano Klingelhoefer, Romão Gomes e José Teófilo Ramos, além do então capitão Reinaldo Saldanha da Gama, além de praças da instituição, que foram presos no Presídio da Imigração e, algumas semanas depois, transferidos para o presídio de Taubaté.

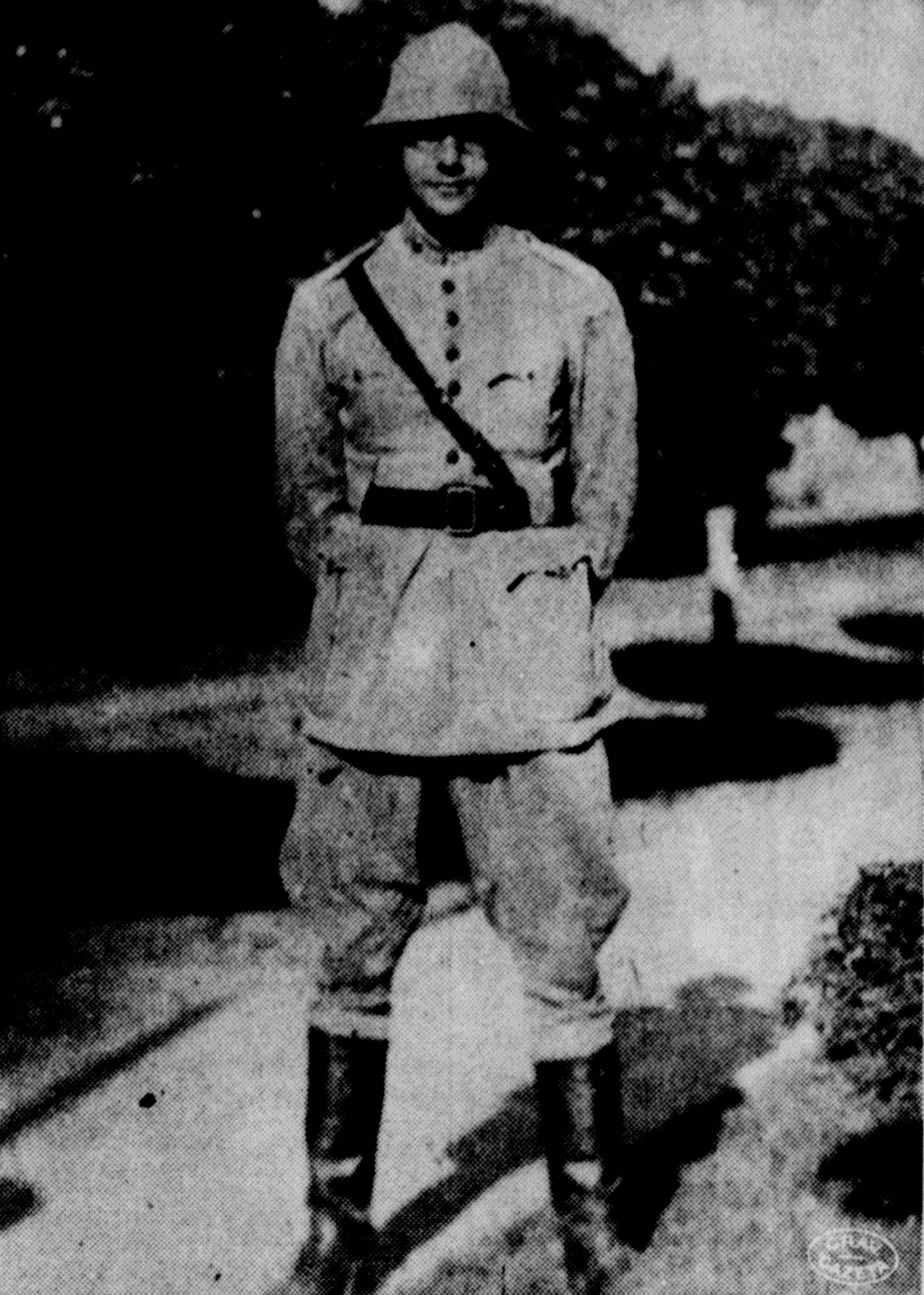
O então capitão da Força Pública Paulista Saldanha da Gama em julho de 1932.

No entanto, em 1932 é solto, e retoma sua atuação no movimento para a constitucionalização do país, que culminaria na Revolução Constitucionalista de 1932. Foi nessa ocasião em que projetou e construiu um blindado lança-chamas a partir de trator Caterpillar. A máquina de guerra pouco prática no campo de batalha serviu, porém, para abalar a moral das tropas ditatoriais e para propaganda do movimento entre os paulistas.
Sua atuação na Revolução de 1932 ocorreu no Vale do Paraíba, denominado de “Setor Norte” cujo comando geral foi do então Cel. Euclides Figueiredo. Atuou nas localidades de Queluz, Cunha, Vila Queimada, Pinheiros, Lavrinhas, Lorena e Guaratinguetá, tendo também atuado no Trem Blindado nº 6 em algumas incursões ao lado do comandante deste veículo, o então ten. Paulo Duarte. Embora tenha atuado inicialmente como capitão de companhia da Força Pública Paulista, a partir do segundo mês de conflito passou a reunir ao seu comando outras tropas e soldados remanescentes de batalhões dissolvidos (por deserção ou baixa em combate de seus integrantes) e, assim, surgiu o Batalhão Saldanha da Gama que teve atuação notável naquela frente de batalha. Dentre os diversos feitos no campo de batalha realizados por aquelas tropas está, por exemplo, a retomada por meio de assalto a baioneta calada das trincheiras do Morro da Pedreira, em Queluz, e a contenção das tropas federais em Cachoeira Paulista-SP e em Canas-SP na ocasião do recuo das tropas paulistas para Guaratinguetá, de modo a impedir o envolvimento destas. Segundo Paulo Duarte, comandante do Trem Blindado nº 6, e Luiz Teixeira Vieira de Mello (ex-integrante daquele Batalhão), as tropas do capitão Saldanha da Gama eram sempre as últimas a se retirarem do campo de batalha, visando à cobertura dos companheiros que recuavam, por vezes realizando essa retirada a pé. O capitão Saldanha da Gama também participou de algumas missões do TB nº 6, tendo participado dos combates de Canas e Lorena, ocasião em que operou metralhadora em uma posição no carro situado à frente da locomotiva, junto ao comandante do blindado, Ten. Paulo Duarte.

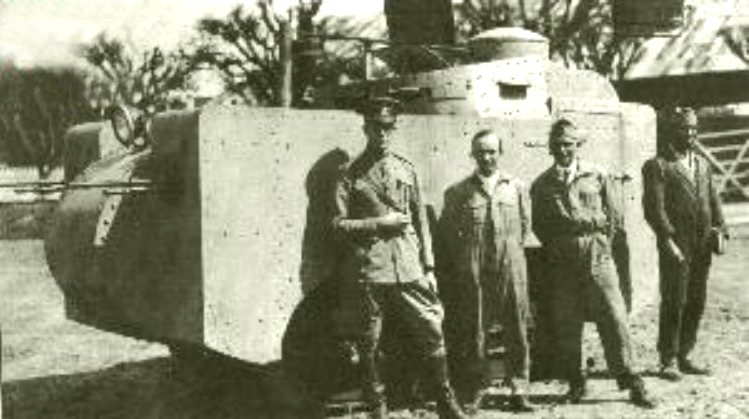
À esquerda, o então capitão Saldanha da Gama ao lado de seu blindado lança-chamas feito a partir de um trator Caterpillar, em 1932.

Ao final de setembro de 1932, na ocasião do armistício, em que o General Bertoldo Klinger e o comandante da Força Pública Herculano de Carvalho e Silva negociavam a rendição do Exército Constitucionalista ao Exército Federal, o Capitão Saldanha da Gama juntou-se ao grupo dos combatentes dispostos a continuar no conflito, dentre eles, Paulo Duarte e o então Cel. Euclides Figueiredo. Sem meios de prosseguir a luta no Vale do Paraíba, o grupo vislumbrava o reagrupamento das tropas no Rio Grande do Sul e a retomada da Revolução. Porém, durante a fuga por meio do barco de pesca “Odette” (de propriedade de um primo de Júlio de Mesquita Filho cuja fuga este também havia organizado) foram presos em Florianópolis, em Santa Catarina. Apesar de ser Capitão da Força Pública, cujos integrantes desta foram poupados da prisão e do exílio pelo governo federal, e apesar de seus protestos, o então Capitão Saldanha da Gama permaneceu preso na Casa de Detenção do Rio de Janeiro junto a outros presos políticos e criminosos comuns e posteriormente enviado ao exílio em Portugal junto com outros lideres do levante.
Após a Revolução de 1932, abriu junto com Arcy da Rocha Nóbrega um escritório de engenharia na capital paulista, cujo nome era "Saldanha e Arcy", situado no endereço da Praça do Patriarca, nº 6. Nessa época também passou a seguir a carreira acadêmica como docente da Escola Politécnica da Universidade de São Paulo (USP) e do Departamento de geologia na Faculdade de Filosofia, Ciências e Letras da mesma Universidade (FFCL). Sua atividade inicial no Gabinete de Mineralogia e Petrografia da FFCL da USP foi de colaborador do professor Ettore Onorato, da Universidade de Roma, professor visitante do gabinete e introdutor, no Brasil, da técnica de raios X para análise mineralógica. Após obter o doutorado em Mineralogia, o Saldanha da Gama tornou-se posteriormente catedrático nessa especialidade e chefe do Departamento de Mineralogia e Petrografia (DMP), situação em que permaneceu até sua aposentadoria.

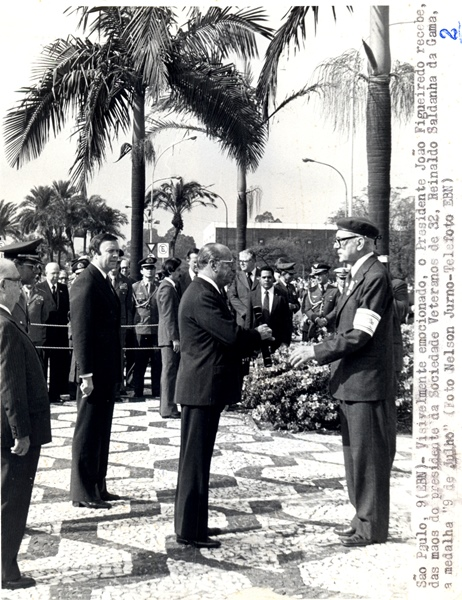
O presidente João Figueiredo recebe de Reinaldo Saldanha da Gama a "Medalha 9 de julho" durante as comemorações dos 50 anos da Revolução de 1932.

Em 1937, com o Golpe de Estado liderado por Getúlio Vargas, que resultaria no Estado Novo, foi destituído de suas funções e novamente preso, sendo solto no ano seguinte.
Em 1942, foi convocado para o serviço ativo do Exército Brasileiro no posto de Major, como encarregado de assuntos de Mineração e Metalurgia de metais não ferrosos, necessários ao esforço de guerra. Já em 1945, integrou a Força Expedicionária Brasileira (FEB) e foi designado para a Chefia do Serviço Especial no Estado Maior, da 1ª Divisão de Infantaria Divisionária. No cargo, esteve engajado nas articulações e planos para as tropas brasileiras que faziam frente à linha defensiva do Exército Alemão situada no norte da Itália.
Em 1950, concluiu o seu curso na Escola Superior de Guerra, no Rio de Janeiro.
Foi também membro e presidente do Conselho Supremo da Sociedade Veteranos de 1932 MMDC. Foi também Presidente da Diretoria Executiva da Sociedade por mais de um mandato, entre o fim dos anos 70 e o começo dos 80. Nessa qualidade, participou de diversas homenagens e cerimônias solenes em memória a Revolução Constitucionalista e daqueles que tombaram naquele conflito.
Segundo os seus colegas da USP, a sua formação militar refletia-se no seu porte ereto e modo de falar pausado e enfático, acostumado ao mando. Desde a mocidade interessado em política, o professor Saldanha esteve sempre bem relacionado com a área governamental, razão pela qual, após sua aposentadoria, ocupou posições administrativas importantes, como a de diretor geral da Guarda Civil do Estado de São Paulo.
Faleceu na cidade de São Paulo em 10 de fevereiro de 1990. Era casado com Yolanda Junqueira Saldanha da Gama.

## Homenagens
Em sua homenagem, foi inaugurada pela prefeitura de Embu das Artes a Escola Municipal de Ensino Fundamental Reynaldo Ramos Saldanha da Gama. Na cidade de São Paulo, há a rua Saldanha da Gama, no bairro Alto da Lapa, em memória ao ex-militar da Força Pública Paulista e ex-docente da USP. Outras cidades do estado, como Sorocaba e Bauru, também denominaram logradouros em sua homenagem.